# Modern Primitive
Modern Primitive è il nono album in studio del musicista statunitense Steve Vai, pubblicato nel 2016.

## Tracce
Musiche di Steve Vai, eccetto dove indicato.
1. Bop! – 5:37
2. Dark Matter – 3:53
3. Mighty Messengers – 3:57
4. The Lost Chord (Vai, Devin Townsend) – 4:10
5. Upanishads – 4:37
6. Fast Note People (Martin Schwartz, Bob Harris, Vai) – 5:53
7. And We Are One – 5:22
8. Never Forever – 5:16
9. Lights Are On – 6:26
10. No Pockets – 4:54

- Pink and Blows Over

1. Part I – 3:22
2. Part II (Mars Attack) (Vai, Thomas Mariano) – 13:16
3. Part III – 3:31

## Formazione
- Steve Vai – chitarra
- Mohini Dey – basso (1)
- Jeremy Colson – batteria (2, 7)
- Alvin Chea – cori (3, 6–8, 10–13)
- Antonio Sol – cori (3, 6–8, 10–13)
- Fletcher Sheridan – cori (3, 6–8, 10–13)
- Mandy Vajar – cori (3, 6–8, 10–13)
- Nayanna Holley – cori (3, 6–8, 10–13)
- Stu Hamm – basso (3–6, 9–13)
- Chris Frazier – batteria (3–6, 9–13)
- Devin Townsend – voce (4)
- Philip Bynoe – basso (7–8)
- Mike Mangini – batteria (8)
- Mike Keneally – tastiera (8)
- Dave Weiner – sitar (8)
- Tommy Mars – tastiera (11–13)
- Jazz James – vocae (11–13)
- Greg Wurth – "performer" (5)
- Marpran Cassiopeia Vai – "performer" (11–13)